# العلاقات البحرينية الناوروية
العلاقات البحرينية الناوروية هي العلاقات الثنائية التي تجمع بين البحرين وناورو.

## مقارنة بين البلدين
هذه مقارنة عامة ومرجعية للدولتين:
| وجه المقارنة                                              | البحرين       | ناورو                          |
| --------------------------------------------------------- | ------------- | ------------------------------ |
| المساحة (كم2)                                             | 765           | 21                             |
| عدد السكان (نسمة)                                         | 1.49 مليون    | 10.08 ألف                      |
| الكثافة السكانية (ن./كم²)                                 | 194.77 ألف    | 48.00 ألف                      |
| العاصمة                                                   | المنامة       | ضاحية يارين                    |
| اللغة الرسمية                                             | اللغة العربية | اللغة الناورونية، لغة إنجليزية |
| العملة                                                    | دينار بحريني  | دولار أسترالي                  |
| الناتج المحلي الإجمالي (بليون دولار)                      | 35.31 مليار   | 113.88 مليون                   |
| الناتج المحلي الإجمالي (تعادل القوة الشرائية) بليون دولار | 64.16 مليار   | 162.98 مليون                   |
| الناتج المحلي الإجمالي الاسمي للفرد دولار أمريكي          | 22.60 ألف     | 9.83 ألف                       |
| الناتج المحلي الإجمالي للفرد دولار أمريكي                 | 45.50 ألف     |                                |
| مؤشر التنمية البشرية                                      | 0.824         |                                |
| رمز المكالمات الدولي                                      | +973          | +674                           |
| رمز الإنترنت                                              | .bh           | .nr                            |
| المنطقة الزمنية                                           | ت ع م+03:00   | ت ع م+12:00                    |

## منظمات دولية مشتركة
يشترك البلدان في عضوية مجموعة من المنظمات الدولية، منها:
| علم المنظمة | اسم المنظمة                   | تاريخ انضمام البحرين | تاريخ انضمام ناورو |
| ----------- | ----------------------------- | -------------------- | ------------------ |
|             | يونسكو                        | 18 يناير 1972        | 17 أكتوبر 1996     |
|             | الاتحاد البريدي العالمي       | ?                    | ?                  |
|             | منظمة الشرطة الجنائية الدولية | ?                    | ?                  |
|             | الأمم المتحدة                 | 21 سبتمبر 1971       | 14 سبتمبر 1999     |
|             | الاتحاد الدولي للاتصالات      | 1975                 | 10 يونيو 1969      |
|             | منظمة حظر الأسلحة الكيميائية  | ?                    | ?                  |

## وصلات خارجية
- موقع وزارة الخارجية البحرينية